# Lago Burmeister
El lago Burmeister es un lago de origen glaciar, ubicado en el departamento de Río Chico, en la provincia de Santa Cruz, Patagonia, Argentina. El lago se encuentra dentro del Parque Nacional Perito Moreno.

## Geografía
El lago posee forma alargada de oeste a este. Se encuentra a unos seis kilómetros al sur del Lago Belgrano. Al oeste, las montañas más bajas separan la cuenca del lago Nansen, que forma parte de la cuenca del río Pascua que desemboca en el océano Pacífico en Chile. Hacia el este, la cuenca del lago se abre en la meseta patagónica.
El lago es parte de la cuenca del Río Santa Cruz, que desemboca en el océano Atlántico. Su emisario, que se encuentra en su extremo oriental es el río Roble, un afluente de la margen derecha del río Belgrano. Este confluye margen izquierda del río Chico, a su vez afluente del Río Santa Cruz.

## Pesca deportiva
El lago Burmeister es uno de los lugares de la Patagonia donde se desarrolla mejor la trucha de lago (Salvelinus namaycush). Por consiguiente, el pescado aquí es el objeto de la pesca deportiva. Algunas veces las especies exceden los 20 kilogramos.